# Gyna maculipennis
Gyna maculipennis är en kackerlacksart som först beskrevs av Hermann Rudolph Schaum 1853.  Gyna maculipennis ingår i släktet Gyna och familjen jättekackerlackor. Inga underarter finns listade i Catalogue of Life.